# Giuseppina Borsi de Giuli
Pour les articles homonymes, voir De Giuli.
Giuseppina Borsi de Giuli (née à une date inconnue et morte à Naples le 4 février 1927) active entre 1870 et 1886 est une mezzo-soprano italienne, fille de la soprano Teresa De Giuli Borsi . 

## Biographie
Giuseppina Borsi de Giuli est la fille de Teresa De Giuli Borsi qui la forme au cours de ses dernières années. Mariée à l’impresario Marino Villani, elle débute très jeune le 20 octobre 1870 dans la Forza del destino au Teatro Argentina de Rome et chante sur les principales scènes italiennes et étrangères (Barcelone, Saint-Pétersbourg, Lisbonne, Vienne, Nice, Séville, Budapest et Bucarest). 
Verdi l'estime assez pour l'indiquer comme candidate au rôle de Aida (lettre du 30 mars 1871, Quaderni dell’Istituto di studi verdiani, vol. IV, p. 46), et pour accuser Giulio Ricordi en septembre 1883 de ne pas bien mener la carrière de la cantatrice (« lett. 173-175, 177 », dans Carteggio Verdi-Ricordi, Parme, 1994),.
Elle a chanté plusieurs saisons au Grand théâtre du Liceu à Barcelone avec succès.
En 1874, Felipe A. Pedrell, lui a dédié la partition de l'opéra en quatre actes, inspiré de la nouvelle Les Aventures du dernier Abencerage de Chateaubriand, et intitulé L'ultimo Abenzerraggio, pour sa partie chantée qu'elle a interprété notamment lors de la première au Gran théâtre du Liceu le 14 avril 1874.
Giuseppina Borsi de Giuli est morte à Naples le 4 février 1927